# Абу-ль-Музаффар ас-Самани
Абу-ль-Музаффар Мансур ибн Мухаммад ас-Самани (араб. أبو المظفر السمعاني‎; 1035, Мерв — 1096, Мерв) — исламский богослов, факих, муфассир, мухаддис.

## Биография
Его полное имя: Абу-ль-Музаффар Мансур ибн Мухаммад ибн Абду-ль Джаббар ибн Ахмад ибн Мухаммад ибн Джаафар ибн Ахмад ибн Абду-ль-Джаббар ибн аль-Фадль ибн ар-Раби’ ибн Муслим ибн Абдуллах ас-Сам’ани аль-Маррузи. Ас-Самани родился в месяце зу-ль-хиджжа в 1035 году в религиозной семье. Его отец — Абу Мансур Мухаммад (ум. 1058) был одним из известных богословов Мерва, написал книги в области наук арабского языка.
Когда ас-Самани достиг примерно семилетнего возраста, отец взялся за его обучение. Он стал его первым шейхом, от которого Мансур перенял ханафитский фихк и другие исламские науки. Затем он продолжил обучение у известных учёных своего города, среди которых был хадисовед Абу Ганим аль-Кура’и (ум. 1052), Абу Бакр Мухаммад ибн Абду-с-Самад ат-Тураби (ум. 1070). Став одним из выдающихся учёных ханафитского мазхаба своего времени, он решил отправиться в поисках знаний в другие города арабского халифата. Он посетил такие города как: Нишапур, Горган, Хамазан, Казвин. Среди его учителей также были такие известные богословы как: Абду-с-Самад ибн аль-Мамун, Абу Салих аль-Муаззин и др.
В 1069 году он вознамерился отправиться в Мекку для совершения паломничества (хаджа). По пути в Мекку он останавливался в городах и искал учёных, у которых он мог перенять знания. В том же году он прибыл в Багдад и встретился с известными учёными этого города. В Багдаде он проводил диспуты и встречи с видными богословами и правоведами: Абу Наср ибн Саббаг (ум. 1084) и Абу Исхак аш-Ширази (ум. 1083). В Багдаде он посетил уроки хадисов Ахмада ибн Мухаммада ан-Накк’ура (ум. 1077), Абу-ль-Ганаима аль-Хашими (ум. 465), Абу Джаафара ибн Масляма (ум. 465), Ибн Гарика (ум. 465) и др.
После пребывания в Багдаде он продолжил свой путь в Хиджаз. По дороге он со своими спутниками сбился с пути, и попал в плен к бедуинам-разбойникам. Ему пришлось пасти верблюдов. Однажды правитель бедуинов решил выдать замуж свою дочь и хотел выехать в другую местность для заключения брака. Узнав об этом один из спутников имама ас-Самани сказал бедуинам, что он может им помочь. После того, как ас-Самани объяснил, как правильно заключать брачный договор (никах), бедуины постыдились и попросили у него прощения. Он отказался от предложенных ему даров, после чего его отвезли в Мекку. Когда ас-Самани прибыл в Мекку, он стал посещать уроки имама Са‘да ибн ‘Али аз-Зинджани аш-Шафии (ум. 1078), знаниями и кротостью которого восхищался ас-Самани. Аз-Зинджани оказал огромное влияние на Абу-ль-Музаффара, а через некоторые время перешёл из ханафитского мазхаба в шафиитский.
Завершив своё путешествие по Хиджазу в 1075 году, он вновь возвращается в Мёрв. Некоторым простолюдинам не понравился его переход в шафиитский мазхаб, из-за чего у него произошли разногласия с правителем города, который велел Абу-ль-Музаффару покинуть Мерв. Сначала ас-Самани выехал в Тус, после чего отправился в Нишапур, в котором занимался преподавательской деятельностью. Через некоторое время он вновь вернулся в Мерв и стал очень уважаем человеком. У него было много учеников, которых он обучал шариатским знаниям всю оставшуюся жизнь. Среди его учеников были такие известные богословы как: Умар ибн Мухаммад Ас-Сарахси, Абу Наср Мухаммад ибн Мухаммад аль-Фашани, Мухаммад ибн Абу Бакр ас-Синджи,Исмаиль ибн Мухаммад ат-Тайми, Абу Наср аль-Гази, Абу Са‘д ибн аль-Багдади и др.
Ас-Самани умер 23 числа месяца раби аль-авваль 489 году по хиджре (1096 г.). Похоронен на кладбище своего родного города Мерв. После себя он оставил пятерых детей, которые также стали известными учёными-богословами.

## Труды
Ас-Самани составил множество книг и исследований в разных областях исламских наук, как: фикх, усуль аль-фикх, тафсир, акида и так далее. Часть книг не сохранилась до наших дней. Все свои известные труды он составил после перехода в шафиитский мазхаб.
- «Китаб ар-радд ‘аля-ль кадарийа» — книга по вопросу предопределения.
- «Минхаджу ахли с-сунна» — книга по вопросам такфира и аятов Корана муташабих; книга считается утерянной.
- «аль-Интисар ли асхаби-ль хадис» — книга по акиде о приверженцах сунны и хадисов (асхаб аль-хадис); книга считается утерянной.
- Тафсир — трёхтомная книга по толкованию Корана
- Сборник хадисов — книга, в которой собраны тысячи хадисов, которые он передал от ста шейхов (по 10 хадисов от каждого); книга считается утерянной.
- «Каватыу-ль-адилля» — книга по усуль аль-фикху; одна из последних его книг ас-Самани.
- «аль-Бурхан». Она включает в себя примерно тысячу вопросов фикха, в которых есть разногласия. Книга считается утерянной.
- «аль-Аусат». Книга также считается утерянной.
- «аль-Истылям». Она считается самой известной книгой шейха в науке фикха. Хвала Аллаху эта книга дошла до нас полностью. Она представляет собой короткую работу, затрагивающую вопросы фикха, в которых есть разногласия учёных.
- «ар-рисаля аль-каввамийа».
- «ат-Табакат».
- «аль-амали фи-ль хадис».
- «Му’джаму ш-шуюх» и др.[1]